# Ялосовецьке
Ялосове́цьке — село в Україні, у Хорольській міській громаді Лубенського району Полтавської області. Населення становить 730 осіб. До 2020 орган місцевого самоврядування — Ялосовецька сільська рада.

## Географія
Село Ялосовецьке знаходиться за 18 км від центру громади та за 110 км від обласного центру в урочищі Ступаки, на відстані 1,5 км від сіл Роплянське, Новоіванівка, Павленки та Бригадирівка. Поруч проходить автомобільна дорога «Київ — Харків — Довжанський»М03.

## Історія
Село Ялосовецьке виникло в першій половині XVIII століття на землях, подарованих імператрицею Катериною II полковнику Капніст Василь Петрович за бойові заслуги. Село було заселене із захожих людей. Полковник збудував маєток, який зберігся і до цього часу. Господарював на цих землях і граф Ростислав Ростиславович Капніст, який був членом державної Думи. Граф із сім'єю більше часу проводив у Петербурзі і в Криму, де також були його землі, а в Ялосовецькому в маєтку постійно проживала мати Ростислава Ростиславовича Єлизавета Іванівна. За легендою і назва села походить від її імені.
У 1887 році була відкрита перша церковно-приходська школа. В ній було дві класні кімнати, навчалося 35 учнів. В 1910 році школа згоріла під час грози. 80 % населення залишилося неписьменним.
До 1917 року на території села були поміщицькі економії. Більшість селян не мали землі і вимушені були ходити на заробітки в Єкатеринославську, а здебільшого в Херсонську губернії.
Перші виступи проти графа Капніста відбулися в революцію 1905—1907 років. Організацією революційної боротьби керували Мазур І. П., Остапенко М., Нерода Н., але повстання в той час придушили царські війська.
Вістки про перемогу революції 1917 року швидко донеслись до Ялосовецького. Комітет бідноти в селі очолив Солодовніченко Іван Михайлович. В листопаді 1917 року була експропрійована економія графа Капніста. 25 січня 1918 року в селі було утворено Ялосовецьку сільську раду. Керуючий маєтком телеграфував графу: «Рада і громада керуючим призначили Івана — сина повара, вимагають від мене негайно передати каси і майно. Я — безсильний. Ваш приїзд необхідний. Солод.» На вимогу комітету бідноти керуючий змушений був передати касу і майно. Селянам було видано зерно на посів і роздана земля. Графський спиртзавод теж став власністю народу.
В 1921 році в Ялосовецькому створена перша комсомольська організація. Активну участь в житті села брали жінки. Був створений дитячий садок.
У березні 1921 році на території села Ялосовецьке створено радгосп імені «9 Січня». У 1929 році на землях сіл Новоіванівки, Орликівщини та частини села Ялосовецького, був створений колгосп, який носив ім'я Дзержинського. Головою колгоспу був Рибас Пантелеймон Іванович. Крім того, у селах сільської ради утворилося ще 12 колгоспів
1932—1933 рр. села охопив голод, але від голоду в ці роки в селі ніхто не помер. На території села на той час діяв спиртзавод, відходи від якого стікали канавою серед села. Цими відходами люди рятувалися від голоду. Навіть із сусідніх сіл приходили до цієї канави поживитися.
В 1941 році близько 1000 жителів пішли на фронт, 612 чоловік — загинули смертю хоробрих. За період німецько-фашистської окупації гітлерівці вивезли із села 61 людину. Під час війни були спалені всі громадські господарські будівлі,  знищено майже все поголів'я худоби.
Відразу після визволення району радгосп «9 Січня» відновив роботу.
В квітні 1957 році навколишні колгоспи увійшли до складу радгоспу «9 Січня». Село Ялосовецьке стало центральною садибою багатогалузевого господарства насінницького напрямку та племінного тваринництва. У 1991 році радгосп «9 Січня» перейменовано в дослідне господарство ім.9 Січня, а в листопаді 2006 року реформовано в «Державне підприємство Дослідне господарство ім.9 Січня» Полтавського інституту агропромислового виробництва ім. М. І. Вавилова УААН.
12 червня 2020 року, відповідно до розпорядження Кабінету Міністрів України № 721-р «Про визначення адміністративних центрів та затвердження територій територіальних громад Полтавської області», село увійшло до складу Хорольської міської громади..
19 липня 2020 року, в результаті адміністративно - територіальної реформи та ліквідації Хорольського району, село увійшло до складу новоутвореного Лубенського району.

## Політика

### Парламентські вибори, 2019
На позачергових парламентських виборах 2019 року у селі функціонувала окрема виборча дільниця № 530908, розташована у приміщенні будинку культури.
Результати
- зареєстровано 466 виборців, явка 60,94%, найбільше голосів віддано за «Слугу народу» — 53,36%, за Всеукраїнське об'єднання «Батьківщина» — 12,72%, за «Опозиційну платформу — За життя» — 8,83%.[3] В одномандатному окрузі найбільше голосів отримала Анастасія Ляшенко (Слуга народу) — 36,96%, за Фахраддіна Мухтарова (самовисування) і Олексія Баганця (Всеукраїнське об'єднання «Батьківщина») — по 16,30%[4].

## Економіка
- Дослідне господарство, ДП.

## Населення

### Мова
Розподіл населення за рідною мовою за даними перепису 2001 року:
| Мова            | Кількість | Відсоток |
| --------------- | --------- | -------- |
| українська      | 714       | 97.81%   |
| російська       | 9         | 1.23%    |
| вірменська      | 4         | 0.55%    |
| білоруська      | 1         | 0.14%    |
| інші/не вказали | 2         | 0.27%    |
| Усього          | 730       | 100%     |

## Об'єкти соціальної сфери
- Школа.
- Будинок культури.
- Сільрада.
- Бібліотека.
- Дитячий садок
- Поштове відділення
- Адмінприміщення сільської ради

## Відомі люди
- Волошин Павло Максимович — делегат Першого Всесоєзного з'їзду колгоспників — ударників.
- Ланкові Мисак Марія Кузьмівна та Микитенко Ганна Пантелеймонівна — Герої Соціалістичної праці.
- Дзюбенко Трохим Іванович, Горьова Галина Іларіонівна, Солод Галина Терентіївна, Цюра Галина Михайлівна нагороджені орденом Леніна.
- Ребрій Михайло Григорович, Яблуновський Микола Михайлович нагороджені орденом Трудового Червоного Прапора.
- Шевель Григорій Петрович, кандидат сільськогосподарських наук. заслужений працівник сільського господарства України, директор радгоспу ім. 9 Січня у 1975—1982 роках.
- Пасюта Андрій Григорович, кандидат технічних наук, заслужений працівник сільського господарства, директор радгоспу ім. 9 Січня з 1989 року по даний час.